# The Chainsmokers

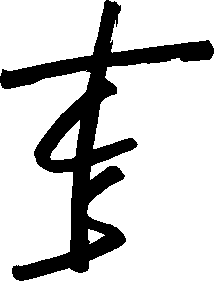
Logo The Chainsmokers

The Chainsmokers – amerykański duet muzyczny powstały w 2012 roku w Nowym Jorku, składający się z DJ-ów Andrew Taggarta (urodzonego w 1989 roku) i Alexa Palla (urodzonego w 1985 roku). Jego managerem jest Adam Alpert, właściciel wytwórni 4AM.

## Kariera

### 2012: Początki
Grupa powstała jako duet tworzący elektroniczną muzykę taneczną. W 2012 roku podpisała kontrakt z wytwórnią 4AM. W tym samym roku nagrali wspólny singiel z indyjską aktorką filmową, modelką i piosenkarką Priyanką Choprą pt. "Erase", który został wydany 19 listopada 2012 na Beatporcie. 4 grudnia 2012 utwór został wydany na iTunes.

### 2014: #SELFIE
28 stycznia 2014 roku został wydany pierwszy singiel The Chainsmokers nakładem wytwórni Dim Mak Records pt. #SELFIE.
5 sierpnia 2014 The Chainsmokers wydali utwór "Kanye" z gościnnym udziałem SirenXX, będący kontynuacją utworu #Selfie .
W dniu 3 marca 2015 roku ukazał się utwór "Let You Go", z gościnnym udziałem grupy Great Good Fine OK.

### 2017: debiutancki album studyjny
Grupa w 2016 roku wydała singiel pt. Closer z gościnnym udziałem piosenkarki Halsey. W 2017 roku grupa wydała single „Paris", „Something Just Like This" nagrany wspólnie z brytyjskim zespołem Coldplay oraz „The One", które znajdują się na debiutanckim albumie studyjnym pt. Memories...Do Not Open.

### 2018: Sick Boy
Na początku 2018 roku grupa wydała 3 nowe single promujące drugi album studyjny: „Sick Boy",„You Owe Me" oraz „Everybody Hates Me", wszystkie zostały nagrane z wokalem Andrew Taggarta.
20 kwietnia ukazał się singiel "Somebody", w którym gościnnie zaśpiewał Drew Love. Po tym singlu ukazał się trzeci EP duetu zatytułowany Sick Boy.
Po dwóch miesiącach przerwy duet co miesiąc wydawał nowe single. W lipcu został wydany singiel "Side Effects" z ich długotrwałą współpracowniczką Emily Warren, w sierpniu ukazał się "Save Yourself" z amerykańskim producentem muzycznym NGHTMRE, we wrześniu pojawił się singel "This Feeling", gdzie gościnnie wystąpiła piosenkarka Kelsea Ballerini. W październiku w sieci pojawił się singiel "Siren" współtworzony z francuskim producentem Aazar. W listopadzie tego samego roku wypuścili kolejną piosenkę pt. „Beach House". 
Pomiędzy singlami wydali następujące albumy EP: Sick Boy...You Owe Me, Sick Boy...Everybody Hates Me, Sick Boy...Side Effects, Sick Boy...Save Yourself, Sick Boy...This Feeling, Sick Boy...Siren oraz Sick Boy...Beach House.
Pod koniec roku duet wydał singel "Hope" z Winoną Oak, tuż po jego wydaniu ukazał się drugi album studyjny grupy zatytułowany Sick Boy i zawierał wszystkie 10 singli wydanych w ciągu całego roku.

### 2019: World War Joy
7 lutego 2019 roku duet wydał singiel pod tytułem "Who Do You Love" wraz z australijską grupą muzyczną 5 Seconds of Summer. Natomiast 28 marca tego samego roku ukazał się drugi singiel promujący trzeci album studyjny grupy zatytułowany "Kills You Slowly". 26 kwietnia ukazał się trzeci singel zatytułowany "Do You Mean" z gościnnym udziałem rapera Ty Dolla Sign i niemieckiej piosenkarki bülow. Zaś 31 maja światło dzienne ujrzał singiel "Call You Mine" przy współpracy z Bebe Rexhą.
24 lipca wspólnie z amerykańskim producentem Illenium oraz Lennon Stellą wydali singiel "Takeaway" będący piątym singlem z ich albumu26 sierpnia 2019 podczas gali MTV Video Music Award otrzymali nagrodę w kategorii Najlepszy teledysk taneczny za utwór Call You Mine.
Pod koniec listopada 2019 roku ogłosili, że płyta World War Joy ukaże się 6 grudnia tego samego roku. Z niego pochodzi między innymi singel „Family” przy współpracy z norweskim producentem muzycznym Kygo.

### 2020-2022: So Far So Good
Na początku 2020 roku na mediach społecznościowych zespołu The Chainsmokers poinformowali swoich fanów o dłuższej nieobecności. Przyczyną były intensywne prace nad czwartym albumem studyjnym.
Swój oficjalny powrót ogłosili dopiero 13 stycznia 2022 roku, natomiast 28 stycznia wydali pierwszy od 2 lat singiel zatytułowany „High”, promujący nadchodzący album.
6 kwietnia 2022 roku duet ogłosił, że ich czwarty album studyjny, "So Far So Good" , ukaże się 13 maja 2022. Promocyjny singiel z albumu „ Riptide ” został wydany 22 kwietnia 2022 roku.
17 maja 2022 roku Chainsmokers rozprowadzili 5000 NFT, które dają fanom prawa do tantiem za transmisję strumieniową z So Far So Good . 10 czerwca została wydana reedycja albumu z singlem promującym „The Fall”, we współpracy ze Ship Wrek.

### od 2022: Piąty album studyjny
Latem 2022 zespół poinformował na Twitterze, że rozpoczął pracę nad piątym albumem studyjnym. 8 grudnia ukazał się remiks do utworu Mallrat pt. „Wish On An Eyelash, Pt. 2”, z gościnnym występem wokalisty Drew Taggarta. 13 stycznia 2023 zaprezentowano utwór „Make Me Feel” z DJ-em Cheyenne Gilesem.

## Dyskografia
- 2015: Bouquet (EP)
- 2016: Collage (EP)
- 2017: Memories...Do Not Open
- 2018: Sick Boy
- 2019: World War Joy
- 2022: So Far So Good[potrzebny przypis]
- 2023: Summertime Friends[potrzebny przypis]
- 2024: No Hard Feelings (EP)[potrzebny przypis]